# Campus de la Plaine

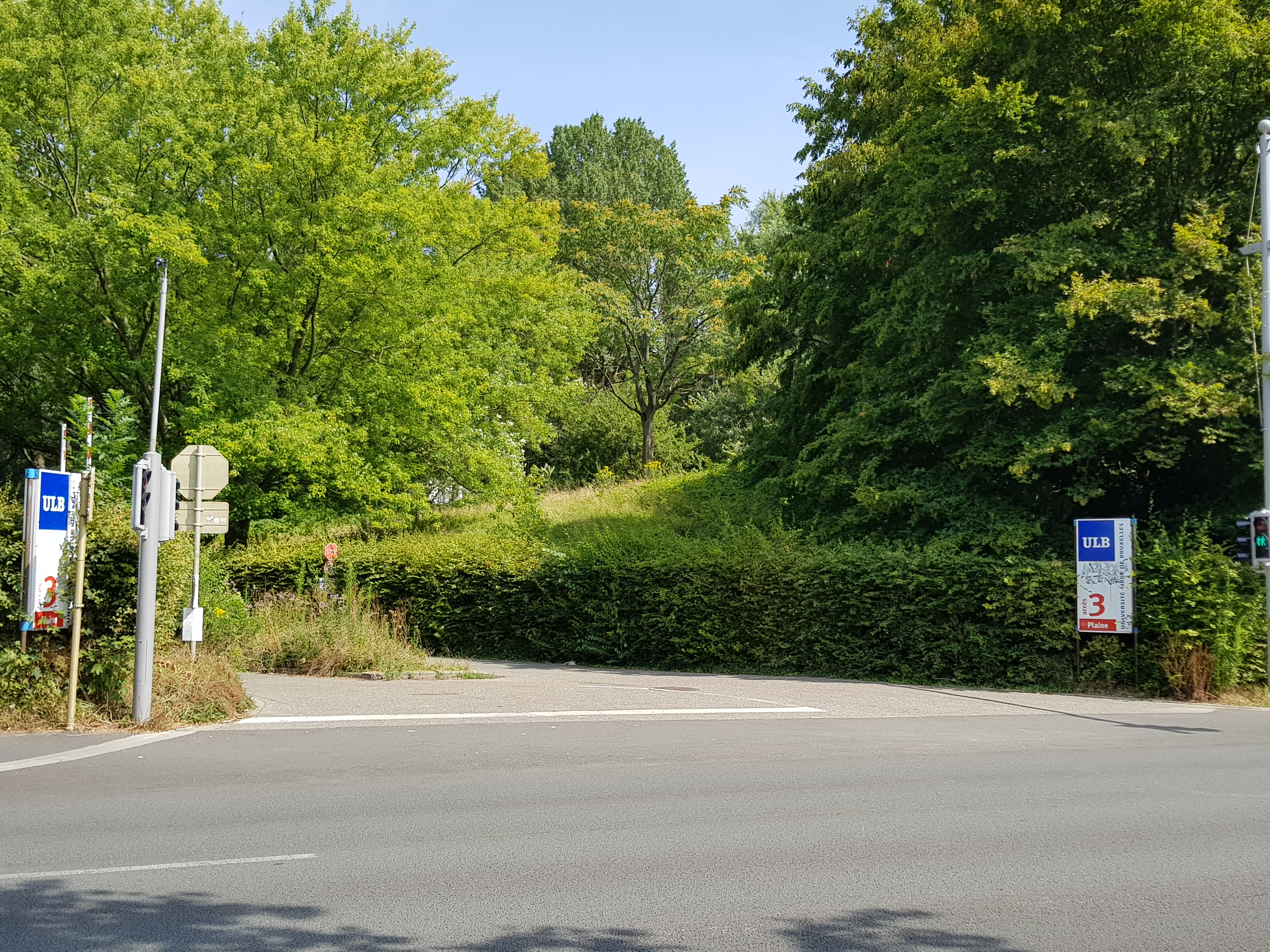
Accès 3 au Campus de la Plaine

Le campus de la Plaine de l’ULB et de la VUB donne sur le boulevard Général Jacques au Nord, le boulevard du Triomphe à l’Est et le boulevard de la Plaine à l’Ouest. Il est partagé entre la commune d’Ixelles et d’Auderghem. C’est un complexe universitaire de 45 hectares qui se situe à l’emplacement d’une ancienne plaine des manœuvres dont il reprend le nom.

## Historique

### La plaine des manœuvres
Cette plaine des manœuvres remonte à 1875 c’est-à-dire au moment de la création du « boulevard des casernes ». Cette étendue accueillait les diverses séances d’entraînement des gendarmes postés dans les casernes avoisinantes. À la suite de la construction du parc du Cinquantenaire, il avait fallu relocaliser la plaine des manœuvres qui s’y trouvait. Le choix s'est porté sur cette étendue rurale, naturellement assez plate, pour accueillir le projet de remodelage du terrain qui allait de pair avec la construction de casernes de l’autre côté du Boulevard Général Jacques et l’aménagement du lieu en une zone militarisée. Ainsi, de nombreuses structures éphémères ont été bâties sur la plaine en fonction des besoins, mais elles ont toutes été détruites quand l’ULB et la VUB ont pris possession des lieux.
Pendant la Première Guerre mondiale, l'occupant allemand créa une base de zeppelins sur la plaine des manœuvres ; après le conflit, les bâtiments sont utilisées par les militaires et ceux à proximité des voies, sur le site de l’actuel hôpital Chirec, par la SNCB.

### Le campus universitaire
Il ne reste aujourd’hui que le tracé en forme d’arc en plein cintre du champ de manœuvres, qui est délimité par les 3 grandes avenues qui l’entourent. Pendant les années 1950, on commence progressivement à délocaliser les activités militaires de la plaine, mais elle sera encore d’usage jusque dans les années 1970. À cette période, l’ULB se voit attribuer le terrain de la plaine par le gouvernement belge. On y construit plusieurs résidences étudiantes, un stade, un rectorat ainsi que plusieurs auditoires. La proximité avec la ligne de tram 23, qui deviendra la ligne 7 en 2011 sur le tronçon de Général Jacques a facilité le choix de ce lieu pour accueillir le campus.